# هلادنو پیوو
هلادنو پیوو یک گروه پانک راک کرواتی است. این گروه، که توسط میل ککن رهبری می‌شود، یکی از محبوب‌ترین گروه‌های راک در کرواسی است.
این گروه در سال ۱۹۸۷ در زاگرب، جمهوری سوسیالیستی کرواسی تشکیل شد. در ابتدا شامل پنج عضو بود: زوک، تدی، سوبا، استیپ و مایل. در ابتدای کار، گروه عمدتاً کاورهای رامونز، سکس پیستولز، دد کنیدایز، ای‌سی/دی‌سی، موتورهد، رولینگ استونز، بیتلز، جوداس پریست را اجرا می‌کرد.

## آهنگ‌شناسی
| عنوان                 | منتشر شد   | استودیوی ضبط     | ناشر                               |
| --------------------- | ---------- | ---------------- | ---------------------------------- |
| Džinovski             | مارس ۱۹۹۳  | Best studio      | Croatia Records                    |
| G.A.D.                | مه ۱۹۹۵    | Oktava – digital | T.R.I.P. records / Croatia Records |
| Desetka               | ۱۹۹۷       | Metro            | Jabukaton / Dancing Bear           |
| Pobjeda               | ۱۹۹۹       | Gajba Records    | Dancing Bear                       |
| Istočno od Gajnica    | ۲۰۰۰       | Live concert     | Dancing Bear                       |
| Šamar                 | ۲۰۰۳       |                  | Dancing Bear                       |
| Knjiga žalbe          | مارس ۲۰۰۷  |                  | Menart                             |
| Svijet glamura        | آوریل ۲۰۱۱ | RSL Production   | Menart                             |
| Dani zatvorenih vrata | آوریل ۲۰۱۵ |                  | Gajba Records                      |